# بارته
بارته (به ایتالیایی: Barete) یک کومونه در ایتالیا است که در استان لاکویلا واقع شده‌است.

## خصوصیات
بارته ۲۴٫۳۵ کیلومترمربع مساحت و ۷۱۲ نفر جمعیت دارد و ۸۰۰ متر بالاتر از سطح دریا واقع شده‌است.